# 迪伯尔桥站
迪伯尔桥站（丹麦语：Dybbølsbro Station）是哥本哈根市郊铁路的一座车站，因旁边的铁路跨线桥“迪伯尔桥”而得名。乘客也可经迪伯尔桥进出迪伯尔桥站。1934年11月1日随哥本哈根市郊铁路“哥本哈根火车总站⟷瓦尔比站”段通车而开通。站台曾于2009年扩建。

## 外部連結
- 丹麦国家铁路官网对本站的介绍 （页面存档备份，存于）（丹麦文）a